# جاكوب أودي
جاكوب أودي (بالألمانية: Jacobus Odé ) (و. 1698 – 1751 م) هو فيلسوف، وعالم عقيدة، ورياضياتي، وفيزيائي، وكاتب عمومي، وعالم فلك، وأستاذ جامعي، وكاتب من هولندا .
توفي في أوترخت، عن عمر يناهز 53 عاماً.

## مناصب وهيئات
أدار جامعة أوتريخت.